# Zak Wells
Zak Wells (nacido el 2 de marzo de 1993 en Londres) es un jugador de baloncesto británico que actualmente pertenece a la plantilla del Mens Sana Basket 1871 de la Serie A2, la segunda división italiana. Con 2,13 metros de altura juega en la posición de Pívot. Es internacional absoluto con Gran Bretaña.

## Trayectoria Profesional

### Inicios
Formado en la cantera de los Essex Leopards londinenses, debutó con el primer equipo de la NBL D1 (2.ª división británica) en la temporada 2011-2012. 
Jugó 22 partidos con un promedio de 5,4 puntos y 4,8 rebotes en 22,8 min de media.

### Club Bàsquet Sant Josep Girona
En agosto de 2012, el Club Bàsquet Sant Josep Girona de la Liga EBA (3.ª división española), anunció su fichaje para la temporada 2012-2013.
Disputó 30 partidos de liga con el conjunto gerundense, promediando 4 puntos (61 % en tiros libres) y 3,5 rebotes en 15,4 min de media.

### Hemel Storm
En la temporada 2013-2014 regresó a Gran Bretaña, esta vez para jugar en los Hemel Storm (también de la NBL D1).
Disputó 5 partidos de liga (son de los que hay estadística) con el cuadro de Hemel Hempstead, promediando 9 puntos (64,7 % en tiros libres), 6,6 rebotes, 1,6 asistencias y 1,4 robos en 24,8 min de media.

### Leeds Force
Los siguientes dos años (2014-2016), estuvo en los Leeds Force de la British Basketball League (máxima división británica.
En su primera temporada (2014-2015), tan solo pudo jugar 3 partidos de liga debido a una lesión, promediando 9 puntos (59,1 % en tiros de 2 y 100 % en tiros libres), 6,7 rebotes y 1 asistencia en 24,3 min.
En su segunda y última temporada (2015-2016), jugó 32 partidos de liga y 2 de play-offs, promediando en liga 8 puntos (66,7 % en tiros libres) y 4,7 rebotes en 21,1 min, mientras que en play-offs promedió 10 puntos (60 % en tiros de 2) 5,5 rebotes y 1 tapón en 22 min.
Disputó un total de 35 partidos de liga con el conjunto de Leeds entre las dos temporadas, promediando 8 puntos (67,3 % en tiros libres) y 4,8 rebotes en 21,3 min de media.

### Mens Sana Basket 1871
Firmó para la temporada 2016-2017 por el Mens Sana Basket 1871 de la Serie A2 (2.ª división italiana).

## Selección Británica

### Categorías inferiores
Disputó con las categorías inferiores de la selección británica el Europeo Sub-18 División B de 2011, celebrado en Varna, Bulgaria, donde Gran Bretaña quedó en 14.ª posición, el Europeo Sub-20 División B de 2012, celebrado en Sofía, Bulgaria, donde Gran Bretaña quedó en 6.ª posición y el Europeo Sub-20 División B de 2013, celebrado en Pitești, Rumania, donde Gran Bretaña se colgó la medalla de plata tras perder en la final por 71-83 contra la Selección de baloncesto de Polonia.
En el Europeo Sub-18 División B de 2011 jugó 7 partidos con un promedio de 4,4 puntos y 4,6 rebotes en 16,9 min de media.
En el Europeo Sub-20 División B de 2012 jugó 1 partido (1 rebote en 2 min).
En el Europeo Sub-20 División B de 2013 jugó 8 partidos con un promedio de 3,5 puntos (75 % en tiros libres) y 4,9 rebotes en 26,1 min de media. Fue el máximo taponador de su selección.
Finalizó el Europeo Sub-20 División B de 2013 como el 16.º máximo taponador (0,8 por partido) y el 16.º en rebotes ofensivos por partido (2,4).